# 렌초 데 베키
렌초 데 베키(이탈리아어: Renzo De Vecchi ˈrɛntso de ˈvɛkki[*]; 1894년 2월 3일, 롬바르디아 주 밀라노 ~ 1967년 5월 14일)는 이탈리아의 전직 축구 선수이자 감독으로, 현역 시절 수비수로 활약했다. 그는 1912년 하계 올림픽에 이탈리아 선수단 일원으로 참가했고, 이탈리아 축구 국가대표팀 역사상 최연소 출전 선수로 기록된 인물이다. 이탈리아의 최고 선수로 손꼽히기도 한 그는 우수한 기술적 역량, 공몰이 능력으로 회자되며, 수비수임에도 불구하고 페널티 킥을 정확히 찬다. 공을 따내는데 주력하는 측면 수비수로, 그는 강인함, 저지력, 예측력, 그리고 좌측에서의 조직 조화능력, 그리고 정면 수비와 중원을 맡을 수 있는 능력이 있다.

## 클럽 경력
밀라노 출신인 렌초 데 베키는 밀란 소속으로 세리에 A 경기를 치른 최연소 선수로, 1909년 11월 14일에 2-1로 이긴 아우소니아와의 안방 경기에서 15세 284일의 나이로 첫 경기를 뛰었다. 그는 이후 주전으로 좌측 수비를 맡았지만, 정면 수비와 중원도 잘 맡았다. 데 베키는 품위와 역량을 선보여 밀란 지지자들이 그를 신의 아들(Il Figlio di Dio)라고 부르기에 이르렀다. 그는 1913년에 제노아로 둥지를 옮겨 3차례 리그 우승을 거두고 1929년에 축구화를 벗었다. 1927년부터 1929년 사이에는 제노아의 선수 겸 감독을 역임하기도 했으며, 현역 은퇴 후인 1929-30 시즌에는 잠시 소속 구단의 감독을 맡고 이어서 라팔로의 지휘봉을 1930년에 잡아 3년을 맡았다. 그는 1933년에 제노아로 복귀해 소속 구단의 1934-35 시즌 세리에 B 우승을 거두고, 세리에 A 승격을 이룩하고 은퇴했고, 그 후로 감독 활동을 중단했다.

## 국가대표팀 경력
데 베키는 이탈리아 국가대표팀의 역대 최연소 출전 선수로 1910년 5월 26일에 1-6으로 패한 헝가리전에서 첫 경기를 소화할 당시 나이가 16세 3개월 23일이었다. 1912년 하계 올림픽에서 이탈리아 선수단 일원으로 참가했던 그는 본선의 한 경기에 출전한 것은 물론 패자전 2경기에도 더 출전했다. 그는 1920년과 1924년 하계 올림픽에도 이탈리아 선수단 일원으로 참가했다. 그는 1920년부터 1925년까지 이탈리아의 주장도 역임했다. 그는 1910년에서 1925년 사이 총 43번의 이탈리아 국가대표팀 경기에 출전했다.

## 은퇴 후
감독일을 끝낸 후, 데 베키는 라 가제타 델로 스포르트의 기자로 활동했다.

## 수상

### 선수
제노아
- 이탈리아 리그: 1914–15, 1922–23, 1923–24

### 감독
제노아
- 세리에 B: 1934–35